# Tomoya Ikeda
Tomoya Ikeda (japanisch 池田 智也 Ikeda Tomoy; * 12. April 1995 in Japan) ist ein japanischer Fußballspieler.

## Karriere
Tomoya Ikeda stand bis Anfang Juli 2024 bei Granscena Niigata unter Vertrag. Wo er vorher gespielt hat, ist unbekannt. Am 8. Juli 2024 ging er nach Neuseeland. Hier unterschrieb er in Waitakere City einen Vertrag beim Erstligisten West Coast Rangers. Sein Erstligadebüt in Neuseeland gab er am 13. Juli 2024 (15. Spieltag) im Spiel gegen den Melville United AFC. Bei dem 2:1-Auswärtserfolg wurde er in der 71. Minute für Joshua Armitt eingewechselt.